# Galeraspis eugeniae
Galeraspis eugeniae är en insektsart som beskrevs av Mamet 1939. Galeraspis eugeniae ingår i släktet Galeraspis och familjen pansarsköldlöss.
Artens utbredningsområde är Mauritius. Inga underarter finns listade i Catalogue of Life.